# Nieblum
Nieblum település Németországban, Schleswig-Holstein tartományban. Lakosainak száma 585 fő (2023. december 31.).

## Fekvése
Föhr szigetén fekvő település. A település részei: Goting és Greveling

## Népesség
A település népességének változása:
| Lakosok száma | 770  | 582  | 584  | 569  | 588  | 613  | 585  |
|               | 1975 | 2017 | 2018 | 2019 | 2021 | 2022 | 2023 |